# 綠迪布羅瓦 (羅夫諾州)
51°45′37″N 26°7′33″E / 51.76028°N 26.12583°E
绿迪布羅瓦（烏克蘭語：Зелена Діброва），是烏克蘭的村落，位於該國西北部羅夫諾州，由瓦拉什区扎里奇內市鎮負責管轄，始建於1942年，面積1.5平方公里，海拔高度144米，2001年人口174，人口密度每平方公里116人。